# Statilier
Statilius war ein antiker römischer Gentilname. Die Familie der Statilii (deutsch Statilier) stammte ursprünglich aus Lukanien.
Bekannte Träger des Namens waren:
- Statius Statilius, Heerführer der Lukaner, 282 v. Chr. von Rom geschlagen.
- Marius Statilius, lukanischer Offizier, der im Zweiten Punischen Krieg auf römischer Seite kämpfte.
- Lucius Statilius, Anhänger Catilinas aus dem Ritterstand, gehörte zu den am 5. Dezember 63 v. Chr. hingerichteten Catilinariern.
- Gaius Statilius Crito, römischer Offizier (Kaiserzeit)
- Lucius Iulius Titus Statilius Severus, römischer Suffektkonsul 155
- Titus Statilius Taurus (Konsul 26 v. Chr.), Feldherr und Politiker zur Zeit des Augustus.
- dessen Söhne Titus Statilius Taurus (Konsul 11), und Sisenna Statilius Taurus, Konsul 16 n. Chr.
- Titus Statilius Taurus (Konsul 44); starb 53 nach einer von Agrippina betriebenen Anklage durch Suizid.
- dessen mutmaßliche Tochter Statilia Messalina, dritte Frau des Kaisers Nero.
- Titus Statilius Taurus Corvinus, jüngerer Bruder des Konsuls von 44 und selbst Konsul im folgenden Jahr 45; an einer Verschwörung gegen Claudius beteiligt.
- Titus Statilius Maximus Severus Hadrianus, senatorischer Politiker und Offizier in der ersten Hälfte des 2. Jahrhunderts; nahm als Militärtribun am Partherkrieg Trajans teil, Suffektkonsul 115.
- Titus Statilius Maximus (Sohn des Konsuls von 115), Konsul 144.
- Titus Statilius Optatus, römischer Offizier (Kaiserzeit)
- Titus Statilius Severus, römischer Konsul 171
- Titus Statilius Barbarus, senatorischer Politiker und Offizier der severischen Zeit; Suffektkonsul 198 oder 199.
- Statilius Flaccus, ein Dichter, von dem etwa vierzehn Epigramme in der Anthologia Palatina überliefert sind; lebte vermutlich Ende des 1. Jahrhunderts v. Chr., wohl nicht mit den senatorischen Statilii verwandt.